# Conclave de 1370

Brasão papal de Sua Santidade o Papa Gregório XI

O conclave papal ocorrido entre 29 a 30 de dezembro de 1370 resultou na eleição do Papa Gregório XI depois da morte do Papa Urbano V. Foi o último conclave do Papado de Avinhão antes do Cisma do Ocidente.

## Lista de participantes
| Criado por              | Cardeais | Por Cento |
| ----------------------- | -------- | --------- |
| Papa Clemente VI (CVI)  | 05       | 25 %      |
| Papa Inocêncio VI (IVI) | 04       | 20 %      |
| Papa Urbano V (UV)      | 011      | 55 %      |
| Total                   | 20       | 100 %     |

O Papa Urbano V morreu em 20 de dezembro de 1370 em Avinhão: era o primeiro papa a retornar a Roma desde 1304, embora apenas por um curto período de tempo, a partir de 1367 até ao início de 1370, quando preferiu retornar para a sé francesa. No momento da sua morte, eram vivos vinte cardeais, 18 dos quais presentes no conclave:
1. Guy de Boulogne, Decano do Sacro Colégio (CVI)
2. Raymond de Canillac, C.R.S.A. (CVI)
3. Guillaume de la Sudrie, O.P. (UV)
4. Gilles Aycelin de Montaigu (IVI)
5. Philippe de Cabassole (UV)
6. Pierre de Monteruc (IVI)
7. Guillaume de la Jugié (CVI)
8. Jean de Blauzac (IVI)
9. Guillaume d'Aigrefeuille, iuniore, O.S.B., Camerlengo (UV)
10. Stephen Langham (UV)
11. Bernard du Bosquet (UV)
12. Jean de Dormans (UV)
13. Etienne de Poissy (UV)
14. Francesco Tebaldeschi (UV)
15. Pietro Corsini (UV)
16. Pierre Roger de Beaufort, Protodiácono (eleito com o nome Gregório XI) (CVI)
17. Rinaldo Orsini (CVI)
18. Hugues de Saint-Martial (IVI)

O cargo de Camerlengo da Santa Igreja Romana, o mais importante durante a sede vacante, foi ocupado por Arnaud Aubert, arcebispo de Auch e sobrinho do Papa Inocêncio VI, mas não cardeal.
Dois cardeais estavam ausentes, pois estavam na Itália:

### Ausentes
1. Angelic de Grimoard, C.R.S.A. (UV)
2. Pierre d’Estaing, O.S.B. (UV)

## Eleição
Os 18 cardeais presentes em Avinhão entraram no conclave em 29 de dezembro. Na primeira votação no dia seguinte pela manhã o cardeal Pierre Roger de Beaufort, sobrinho do Papa Clemente VI e protodiácono do Sacro Colégio, foi eleito Papa por unanimidade. Inicialmente se opôs a sua eleição, mas finalmente aceitou e tomou o nome de Gregório XI. Em 2 de janeiro de 1371 foi ordenado ao sacerdócio e em 3 de janeiro foi consagrado bispo de Roma pelo Cardeal-Decano Guy de Boulogne.